# Xã Falun, Quận Saline, Kansas
Xã Falun (tiếng Anh: Falun Township) là một xã thuộc quận Saline, tiểu bang Kansas, Hoa Kỳ. Năm 2010, dân số của xã này là 285 người.